# Bom Sucesso de Itararé (ort)
Bom Sucesso de Itararé är en ort i Brasilien.   Den ligger i kommunen Bom Sucesso de Itararé och delstaten São Paulo, i den södra delen av landet, 1 000 km söder om huvudstaden Brasília. Bom Sucesso de Itararé ligger 965 meter över havet och antalet invånare är 3 571.
Terrängen runt Bom Sucesso de Itararé är kuperad västerut, men österut är den platt. Runt Bom Sucesso de Itararé är det glesbefolkat, med 17 invånare per kvadratkilometer.. Det finns inga andra samhällen i närheten.
I omgivningarna runt Bom Sucesso de Itararé växer i huvudsak städsegrön lövskog.